# Youba Sissokho
Youba Sissokho Ndiaye (Dakar, Senegal, 7 de noviembre de 1991) es un deportista español que compite en boxeo.
Ganó una medalla de bronce en el Campeonato Europeo de Boxeo Aficionado de 2015, en el peso wélter. Participó en los Juegos Olímpicos de Río de Janeiro 2016, ocupando el decimoséptimo lugar en el mismo peso.

## Palmarés internacional
| Campeonato Europeo | Campeonato Europeo | Campeonato Europeo | Campeonato Europeo |
| Año                | Lugar              | Medalla            | Categoría          |
| ------------------ | ------------------ | ------------------ | ------------------ |
| 2015               | Samokov (Bulgaria) | Medalla de bronce  | 69 kg              |